# Vileda

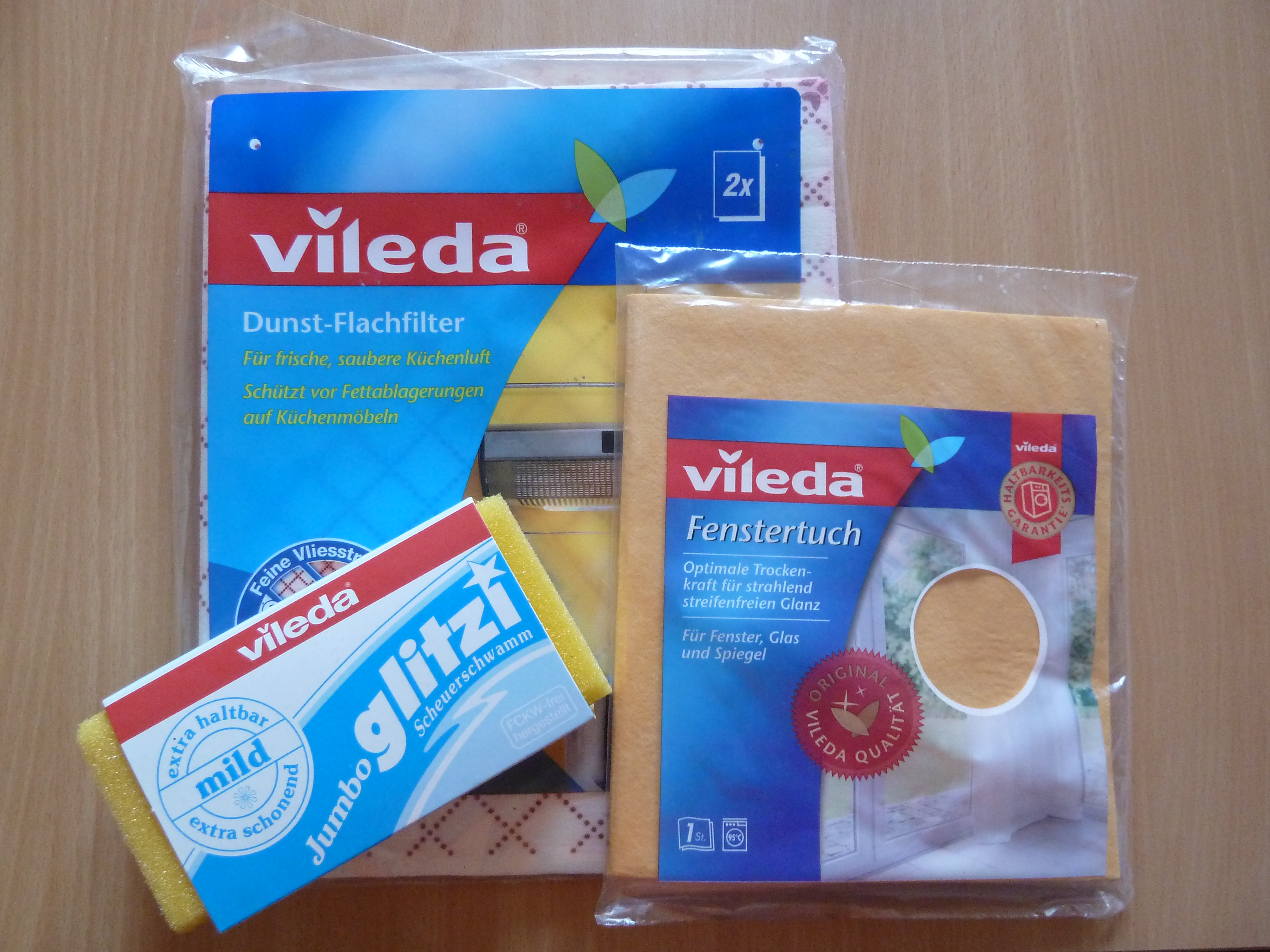
Vileda-produkter

Vileda är en tysk tillverkare av städmaterial med huvudkontor i Weinheim. Vileda ingår i Freudenberg & Co. Namnet Vileda kommer från tyskans wie Leder, det vill säga "som läder".

## Historia
Den första konstgjorda duken utvecklades av Dr. Carl Ludwig Nottebohm. Nottebohm arbetade hos Carl Freudenberg och utvecklade 1936–1948 vad som skulle bli ett konstläder. Under 1950-talet startade lanseringen av Vileda i dåvarande Västtyskland och senare på fler ställen i Europa. Under åren som gått har Vileda breddat sortimentet och vidareutvecklat sina produkter. Vileda tillverkar bland annat utrustning för städning i hem, trädgård och fordon.